# Bacanius peruvianus
Bacanius peruvianus är en skalbaggsart som beskrevs av Miłosz A. Mazur 1988. Bacanius peruvianus ingår i släktet Bacanius och familjen stumpbaggar. Inga underarter finns listade i Catalogue of Life.